# ویکتور مازانوف
ویکتور مازانوف (به انگلیسی: Viktor Mazanov) (زادهٔ ۸ مارس ۱۹۴۷) شناگر اهل روسیه است.